# Веста (город, Миннесота)
Веста (англ. Vesta) — город в округе Редвуд, штат Миннесота, США. На площади 1 км² (1 км² — суша, водоёмов нет), согласно переписи 2002 года, проживают 339 человек. Плотность населения составляет 329,4 чел./км².
- Телефонный код города — 507
- Почтовый индекс — 56287, 56292
- FIPS-код города — 27-66982[1]
- GNIS-идентификатор — 0653645[2]